# المسار السياسي الحديث في الجزائر
أدى تطور المسار السياسي الحديث في الجزائر إلى بروز مجموعة من الأحداث السياسية، التي أثرت كثيرًا على عوامل التنمية بالنسبة للجزائر.

## المناخ السياسي
تعدُ الثقافة السياسيةِ للجزائر انعكاسًا للفترة الاستعمارية، إذ بقيت آثار ثورة التحرير الوطني بعد الاستقلال واضحة إلى الآن. السلطة القوية بيد الجيش، وبقاء الثورة، قسمتا المجتمع لطبقة عُليا بعيدة عن الجِمهور لا تحاسبُ في أدائها أمامه، وجمهور في فقر وأمية وبطالة مزعجة، فالسلطة دعمت الاشتراكية قبلا، ودعَمَ البترول السلطة. أعطت سياسة «إلغاء السياسة» من ذهن الشعب خلال السبعينات وهما أدى لولوج الدين كمحرك جماعي.
في يناير 1992 م، غيّر انقلاب عسكري سياسة أربع سنوات من الانفتاح خلال الثمانينات ل الرئيس الراحل الرئيس الشاذلي بن جديد، فبعد توجهه نحو سياسة أخلاقية، تواجه ثقة الشعب المتزعزعة بالنظام، فتح خلالها الباب للإسلاميين، بحجة أن الدولة تسمح أيضا بوجود الشيوعيين، انقلاب العسكر جعل الشاذلي يستقيل، حين نجح الإسلاميون في الدورة الثانية للانتخابات. منذ ذلك الحين، والدولة في مراحل انتقالية، غياب دولة الدستور، حكم العسكر، وإغلاق السوق الحرة ثانية فيما يسمى بحالة الطوارئ.
في يناير 1992 م، غيّر انقلاب عسكري سياسة أربع سنوات من الانفتاح خلال الثمانينات ل الرئيس الراحل الرئيس الشاذلي بن جديد، فبعد توجهه نحو سياسة أخلاقية، تواجه ثقة الشعب المتزعزعة بالنظام، فتح خلالها الباب للإسلاميين، بحجة أن الدولة تسمح أيضا بوجود الشيوعيين، انقلاب العسكر جعل الشاذلي يستقيل، حين نجح الإسلاميون في الدورة الثانية للانتخابات. منذ ذلك الحين، والدولة في مراحل انتقالية، غياب دولة الدستور، حكم العسكر، وإغلاق السوق الحرة ثانية فيما يسمى بحالة الطوارئ.
الكفاح الشرس للجزائريين  بمساعدة المملكة المغربية ضد فرنسا انتهى بالإستقلال، تبعته وراثة سلطوية للحكم بين أعداء كانوا أخوة في النضال، المجاهدون. أقواهم بالسلاح أكمل حكمه السياسي للبلاد، مدعومين بثلاث أركان للدولة، العسكر الموالية، أعضاء حزب الجبهة الموالين، وطبقة المفرنسين الموالية أيضا. سياسية الشاذلي المنفتحة، جاءت عن قناعة من السلطة نفسها، ألغت قوة حزب جبهة التحرير الوطنية  من السياسة، تمهيدا لوضعه في المتحف، من خلال تعديل للدستور. شاهدت السلطة العسكرية أيضا تقويضا في دستور 1989. عاد حكم العسكر  في التسعينات، لتبين قوتها خلال العشرية السوداء، بمحاكمته العسكرية ضد المشتبهين الإسلاميين، دون المرور بتعقيدات القضاء.
ظهر جليا، أنه إذا أرادت الجزائر خروجا من نفق، أمام جمهور مستنفر، وجب حل مشاكلها الاقتصادية، ولحل هذه المشاكل، وجب فك العزلة عن الاقتصاد وبيروقراطية الدولة، قبل هذا، كان لزاما ظهور الشفافية السياسية في المعاملات الدولية، ببساطة، قوة القانون، والعدالة الاجتماعية.

## مقتطفات من التاريخ
مقالة مفصلة: تاريخ الجزائر
بعد اعترافات دول مثل العراق وليبيا والمغرب سنة 1958 بتشكيل حكومة مؤقتة للجمهورية الجزائرية، عرفت عقود متتالية وأحداث متنوعة حددت ملامح الحياة السياسية الجزائرية المعاصرة منذ استقلالها عن فرنسا عام 1962 م حتى الآن.
1962
- 3 يوليو/تموز: إعلان استقلال الجزائر عن فرنسا بعد 132 عامًا من الاستعمار.
- 25 سبتمبر/أيلول: الإعلان عن قيام الجمهورية الجزائرية الديمقراطية الشعبية.
- 29 سبتمبر/أيلول: تشكيل أول حكومة جزائرية باسم الحكومة الجزائرية المؤقتة، وإنتخاب فرحات عباس رئيساً للجمهورية وأحمد بن بلة رئيساً للوزراء.
- 8 أكتوبر/تشرين الأول: قبول الجزائر عضوا في الأمم المتحدة.

1963
- أحمد بن بلة.
- ثامن مايو/أيار: التصويت على أول دستور جزائري.
- 3 سبتمبر/ أيلول: انتخاب أحمد بن بلة رئيساً جديداً لمدة خمس سنوات، وتعيين هواري بومدين وزيرا للدفاع.
- قيادة حسين آيت أحمد لتمرد في منطقة القبائل بمعية العقيد شعباني قائد الجيش الذي ألقي القبض عليه وأعدم.

1965
- 19 يونيو/ حزيران: أطاح العقيد هواري بومدين بالرئيس أحمد بن بلة في انقلاب عسكري.

1967
- 5 فبراير/شباط: إجراء أول انتخابات محلية في الجزائر.

1976
- 27 يونيو/جزيران: المصادقة على الميثاق الوطني عبر استفتاء عام.
- 19 نوفمبر/تشرين الثاني: المصادقة على الدستور الثاني للبلاد عبر استفتاء عام والذي يعطي صلاحيات واسعة للرئيس.
- 10 ديسمبر/كانون الأول: انتخب هواري بومدين رئيس للبلاد.

1978
- 27 ديسمبر/كانون الأول: وفاة الرئيس هواري بومدين، فخلفه رابح بيطاط رئيس المجلس الشعبي الوطني (البرلمان) كرئيس مؤقت، وذلك بحسب نص الدستور.

1979
- 7 فبراير/ شباط: اختيار الشاذلي بن جديد في استفتاء شعبي رئيسا لمدة خمس سنوات.

1983
- 13 يناير/كانون الثاني: انتخاب الشاذلي بن جديد للعهدة الثانية.

1988
- 5 أكتوبر/تشرين الأول: عمت المظاهرات أغلب مدن الجزائر احتجاجاً على تردي الأوضاع الاقتصادية في البلاد.
- 3 نوفمبر/تشرين الثاني: المصادقة بواسطة استفتاء شعبي على مراجعة الدستور.
- 22 ديسمبر/كانون الأول: انتخاب الشاذلي بن جديد رئيسا لعهدة ثالثة.

1989
- 23 فبراير/ شباط: صدور دستور جديد للبلاد يقر التعددية الحزبية، وبلغ عدد الأحزاب أكثر من 60 حزبا بينها الجبهة الإسلامية للإنقاذ.
- 5 يونيو/حزيران: إعلان حالة الطوارئ.

1990
- يونيو/حزيران: إجراء انتخابات المجالس البلدية والولائية التي فازت فيها الجبهة الإسلامية للإنقاذ في 853 بلدية من أصل 1541 وفي 31 ولاية من أصل 48 ولاية.

1991
- أعلنت الحكومة منع الحملات الانتخابية في المساجد وإجراء الانتخابات البرلمانية.
- 25 مايو/أيار: تنظيم الجبهة الإسلامية للإنقاذ لمظاهرات عامة احتجاجا على تعديلات قانون الانتخاب وتقسيم الدوائر الانتخابية.
- 4 يونيو/حزيران: اعتقال رئيس الجبهة الإسلامية للإنقاذ عباسي مدني ونائبه علي بلحاج وقد خلفهم في القيادة عبد القادر حشاني.
- يوليو/تموز: الحكم على عباسي مدني وعلي بن حاج بالسجن لمدة 12 عاما.
- 26 ديسمبر/كانون الأول: فوز جبهة الإنقاذ في الجولة الأولى للانتخابات التشريعية بـ188 مقعدا من أصل 380 هي عدد مقاعد المجلس الشعبي الوطني (أصبح العدد الآن 389). وجاء في المركز الثاني جبهة القوى الاشتراكية بـ25 مقعدا ثم جبهة التحرير الوطنية بـ16 مقعدا.

1992
- 4 يناير/كانون الثاني: حل الرئيس الشاذلي بن جديد للبرلمان.
- 12 يناير/كانون الثاني: استقالة الشاذلي من الرئاسة. كما ألغى الجيش نتائج الجولة الأولى من الانتخابات التشريعية.
- 14 يناير/كانون الثاني: تولي محمد بوضياف أحد القيادات التاريخية للثورة الجزائرية رئاسة لجنة الدولة سميت فيما بعد بالمجلس الأعلى للدولة.
- فبراير/شباط: إصدار المجلس الأعلى للدولة مرسوما بإنشاء المجلس الاستشاري الوطني كبديل للسلطة التشريعية المحلية، وعين أعضاؤه (60 عضوا) بمرسوم رئاسي ولهم دور استشاري فقط. وزادت الاشتباكات بين مؤيدي الجبهة الإسلامية للإنقاذ والقوى الأمنية وأعلن قانون الطوارئ، مما أدى إلى اندلاع عمليات عنف في البلاد راح ضحيتها بحسب المصادر الرسمية أكثر من 100 ألف قتيل.
- مارس/آذار: حظر السلطات الجبهة الإسلامية للإنقاذ، وحلت كل المجالس المحلية التابعة لها.
- 29 يونيو/حزيران: اغتيال الرئيس محمد بوضياف في مدينة عنابة على يد ملازم في القوات الخاصة يدعى مبارك بومعرافي.
- 2 يوليو/تموز: تعيين علي كافي رئيسا لمجلس الدولة.

1993
- 6 فبراير/شباط: تمديد سلطات العمل بقانون الطوارئ بحجة الأعمال الإرهابية التي تتعرض لها البلاد.

1994
- 30 يناير/كانون الثاني: تعيين مجلس الدولة وزير الدفاع اليامين زروال رئيسا مؤقتا لمدة ثلاث سنوات، وشهد حكمه فتح قنوات للتفاوض مع الجبهة الإسلامية للإنقاذ وفي الوقت نفسه تصاعدت المجازر.
- 10 أبريل/نيسان: خسارة الدينار الجزائري 40% من قيمته بسبب تردي الأوضاع الأمنية والظرف السياسي الذي تعيشه البلاد.
- 18 مايو/أيار: إنشاء المجلس الوطني الانتقالي.
- 1 نوفمبر/تشرين الثاني: إعلان اليمين زروال فشل المحادثات مع الجبهة الإسلامية للإنقاذ.

1995
- 16 نوفمبر/تشرين الثاني: إجراء أول انتخابات رئاسية بنظام التعددية الحزبية منذ استقلال الجزائر عام 1962. وقد دعي مراقبون من الأمم المتحدة وجامعة الدول العربية لمراقبة نزاهة العملية الانتخابية، وفاز زروال بنسبة 61% من أصوات المشاركين في التصويت الذين بلغت نسبتهم 75% من المسجلين في قوائم الانتخابات.
- تشكيل الجيش وحدات خاصة مجهزة تجهيزا عصريا لمكافحة الجماعات الإسلامية المسلحة. وبلغ معدل الضحايا 500 شخص أسبوعيا.

1996
- 28 نوفمبر/تشرين الثاني: إجراء استفتاء شعبي على تعديلات دستورية تزيد من سلطات رئيس الجمهورية وتقسم البرلمان إلى مجلسين: الأول المجلس الشعبي الوطني والثاني مجلس الأمة، وتحظر قيام الأحزاب على أسس دينية أو عرقية أو لغوية.

1997
- 5 يونيو/حزيران: إجراء انتخابات برلمانية وفق التعديلات الجديدة بغياب الجبهة الإسلامية للإنقاذ وفاز فيها بالمركز الأول التجمع الوطني الديمقراطي الموالي للرئيس زروال بـ156 مقعدا بعد أقل من ثلاثة أشهر على تأسيسه، وتلته حركة مجتمع السلم بـ69 مقعدا.
- 15 يوليو/تموز: إطلاق حكومة زروال سراح عباسي مدني وعبد القادر حشاني.
- يوليو/تموز - أغسطس/آب: تزايدت المجازر الجماعية خاصة في مثلث الموت بمنطقة سهل متيجة (غرب العاصمة) مما أسفر عن مقتل قرابة 1200 شخص.
- 1 سبتمبر/أيلول: وضع عباسي مدني قيد الإقامة الجبرية.
- 1 أكتوبر/تشرين الأول: أعلن الجيش الإسلامي للإنقاذ وقفاً شاملاً لإطلاق النار من طرف واحد.
- 23 أكتوبر/تشرين الأول: تنظيم انتخابات بلدية فاز فيها التجمع الوطني الديمقراطي بأكثر من 55% من عدد المجالس المحلية، وفي الوقت نفسه تصاعدت عمليات القتل.

1998
- 11 سبتمبر/أيلول: إعلان اليامين زروال تنحيه عن الحكم قبل نهاية فبراير/ شباط 1999 وتنظيم انتخابات رئاسية مبكرة.

1999
- 15 أبريل/نيسان: انتخاب وزير الخارجية الأسبق عبد العزيز بوتفليقة رئيسا للجمهورية بعد انسحاب ستة مرشحين -من أصل سبعة- من المنافسة في آخر لحظة واتهامهم السلطة بالتخطيط لتزوير الانتخابات.
- 13 يوليو/تموز: صدور قانون الوئام المدني الذي أعده بوتفليقة، وأقره الجزائريون في استفتاء عام يوم 16 سبتمبر/ أيلول، وبموجبه أعلن العفو عن كل من يلقي السلاح خلال ثلاثة أشهر جرى تمديدها إلى 13 يناير/ كانون الثاني 2000.
- 22 نوفمبر/تشرين الثاني: اغتيال القيادي الثالث في الجبهة الإسلامية للإنقاذ عبد القادر حشاني.

2000
- 10 يناير/كانون الثاني: إصدار الرئيس عبد العزيز بوتفليقة عفوا شاملا عن أعضاء الجيش الإسلامي للإنقاذ، وبدوره أصدر أمير هذا الجيش مدني مزراق قرارا بحله.
- 27 أغسطس/ آب: تكليف علي بن فليس برئاسة الوزراء.

2001
- أبريل/نيسان - مايو/أيار: اندلاع مظاهرات عرفت الربيع الأسود في مناطق الأمازيغ طالبت بالاعتراف بالأمازيغية لغة وطنية إلى جانب العربية. وانسحب حزب التجمع من أجل الثقافة والديمقراطية من الحكومة احتجاجا على طريقة معالجتها للتظاهرات.
- تأسيس تنسيقية العروش في أعقاب اضطرابات «الربيع البربري» وهي تجمع يضم ممثلين عن القبائل الأمازيغية في منطقة القبائل شرق الجزائر العاصمة، وتقود منذ تأسيسها حركة احتجاج على الأوضاع في المنطقة.
- 16 يونيو/حزيران: تصاعد المصادمات بين رجال الأمن والمتظاهرين الأمازيغ في منطقة بجاية التي تتواصل فيها الاضطرابات شبه اليومية منذ 18 أبريل/نيسان.
- أكتوبر/تشرين الأول: موافقة الحكومة على إعطاء اللغة الأمازيغية وضعا قانونيا والاعتراف بها كلغة وطنية.

2002
- 25 فبراير/شباط: إعلان الحكومة 30 مايو/أيار موعدا لإجراء انتخابات المجلس الشعبي الوطني.
- 12 مارس/آذار: إعلان الرئيس بوتفليقة اللغة الأمازيغية لغة وطنية بجانب اللغة العربية في البلاد.
- 10 أبريل/نيسان: إقرار البرلمان الجزائري تعديلا دستوريا يجعل اللغة الأمازيغية لغة وطنية.
- 30 مايو/أيار: إجراء ثاني انتخابات تشريعية في البلاد فاز فيها حزب جبهة التحرير الوطني بأغلبية مقاعد البرلمان حيث حصلت على 199 مقعدا من أصل 389. وجاء بعدها التجمع الوطني الديمقراطي بزعامة أحمد أويحيى بـ48 مقعدا، فحركة الإصلاح الوطني بزعامة سعد عبد الله جاب الله بـ43 مقعدا، فحركة مجتمع السلم بزعامة محفوظ نحناح (والآن أصبح زعيمها عبد الرزاق مقري) بـ38 مقعدا، ثم حزب العمال بزعامة لويزة حنون بـ21 مقعدا، بالإضافة إلى بعض الأحزاب الأقل شأنا. ولم يتجاوز معدل المشاركة 46% لمقاطعة منطقة القبائل هذه الانتخابات.
- 17 يونيو/حزيران: تشكيل علي بن فليس حكومة من 38 عضوا أغلبهم من حزبه جبهة التحرير وبينهم 5 نساء.

2003
- أعلن الأمين العالم لجبهة التحرير الوطني علي بن فليس بدء انتهاج الجبهة خطا سياسيا جديدا يستند إلى الاستقلالية عن وصاية الدولة للمرة الأولى منذ استقلال البلاد عام 1962.
- 3 مايو/أيار: إقالة الرئيس بوتفليقة لرئيس الحكومة علي بن فليس إثر خلافات بشأن الانتخابات الرئاسية المقرر إجراؤها يوم 8 أبريل/ نيسان 2004، وتعيين أحمد أويحيى مكانه يوم 5 مايو/أيار.
- 2 يوليو/تموز: الإفراج عن عباسي مدني ونائبه علي بن حاج بعد 12 عاما من سجنهما بتهمة تهديد أمن الدولة.
- الجزائرية خلال مؤتمر العام الثالث الذي استمر ثلاثة أيام ليحل محل نحناح.
- 2 أكتوبر/تشرين الأول: انسحاب جبهة التحرير من حكومة أحمد أويحيى واختيارها يوم 4 أكتوبر/تشرين الأول علي بن فليس مرشحها لرئاسيات أبريل/نيسان 2004.
- 13 نوفمبر/تشرين الثاني: إعلان زعيم جبهة الإسلامية للإنقاذ المحظورة عن مبادرة لإنهاء العنف والخروج بالبلاد من أزمتها السياسية والاجتماعية.
- 30 ديسمبر/كانون الأول: تجميد القضاء الجزائري كل نشاطات حزب جبهة التحرير الوطني (الحزب الحاكم السابق) الذي يتمتع بالأغلبية في البرلمان.

2004
- 2 مارس/آذار: إجازة المجلس الدستوري ستة مرشحين هم: الرئيس الحالي عبد العزيز بوتفليقة ورئيس جبهة التحرير الوطني علي بن فليس، ورئيس حركة الإصلاح الوطني عبد الله جاب الله، والناطقة باسم حزب العمال لويزة حنون، ورئيس التجمع من أجل الثقافة والديمقراطية السعيد سعدي، ورئيس حزب عهد 54 علي فوزي رباعين.

.

## فترة الاستقلال
بعد خروج الجزائر من 132 سنة تحت الظل الفرنسي، و7 سنوات ثورية للاستقلال، كانت رسميا مستقلة في 3 جويلية 1962، ومعترفا بها في 5 جويلية. الجزائر المنهكة بعدد السنوات المريرة، من الحرب ضد الأعداء ثم بين الأخوة، خرجت من المعمعة بنظام ستاليني.
ثلاثة من المتزاحمين على السلطة كانوا على الساحة، الحكومة المؤقتة، التي أسسها حزب الجبهة FLN في 1958، القادة العسكريون، أخيرا، قادة الولايات (ولات إداريون عينهم العسكريون داخليا) تغلف النزاع حتى قبل الاستقلال، بالجهوية والعقيدة الفكرية. في تجمع شهر ماي 1962، في طرابلس، تفاهم بعض زعماء الجبهة مع الرئيس بن بلة على زعامة الحزب وما سيكون لاحقا، شعب الجزائر، في تحالف مع العقيد هواري بومدين.

## حكم بن بلّة 1962-65

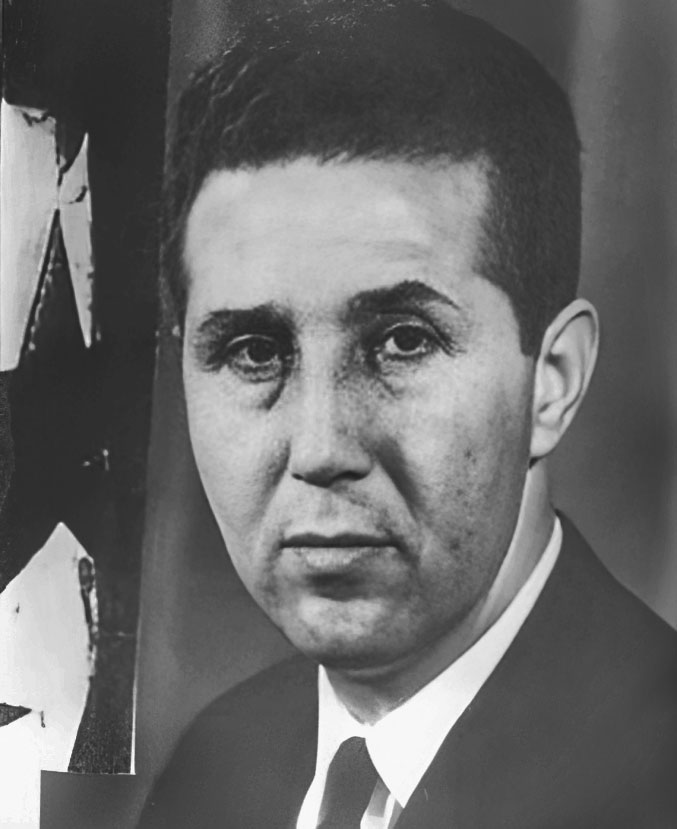
الرئيس أحمد بن بلة

اتخذ بن بلّة لقب الرئيس الوطني بعد الاستقلال. جاءت أول انتخابات للمجالس الشعبية، في 20 سبتمبر 1962، بعدها، عين المنتخبون من هذا المجلس، بن بلّة زعيما. عين بن بلّة أعضاء حكومته من العسكر وأصدقاؤه المقربين، فظهر أن الانفصام سيزداد.
كان على الحكومة الجديدة إعادة نوع من الهدوء للسياسة والاقتصاد المنهكين من سنوات العنف. غادر أغلب الأوربيون الموجودون خلال تلك الفترة، فبقت الحكومة من دون معلمين أو فنيين وغيرهم. خلال هذه الفترة، قدمت فكرة التأميم الشامل لكل ما خلفه المستعمر، بسياسة الاشتراكية، كان فيها العمال مسؤولين عن شركاتهم، بانتخابات. كما جعلت الدولة إداريين، يراقب ضمان سير العمال على النهج الوطني في التخطيط.
خلق دستور للبلاد، مشرعا الاشتراكية كخط، رئاسة قوية، وسياسة الحزب الواحد، جبهة التحرير الوطني، FLN. كان خلالها بن بلة، الأمين العام للحزب. في سبتمبر 1963، انتخب بن بلة لخمس سنوات. مضى الحكم في الجزائر خلالها نحو الديكتاتورية والفرقة الداخلية.
في أول مؤتمر للجبهة، في 1964، خرجت مسودة الجزائر العاصمة، التي حددت هياكل الدولة، ونظرة بن بلة للدولة الجزائرية. تضمنت المسودة أيضا، تأكيدا على إسلامية الدولة وعروبتها.
لم يستطع بن بلّة كسب ثقة الجمهور الجزائري، الذي عرفه تابعا فقط للحكومة المؤقتة برئاسة فرحات عباس ولا العسكر أنفسهم، الذين لاحظوا تدني مستواه السياسي والحضاري. كان بن بلّة محبوبا لسبب كونه أحد قادة الثورة التاريخين، أكثر من كونه كفؤا جديرا بالسياسة. كان بن بلّة فطنا أيضا، حاول دعم نفسه بيساري العسكر أكثر من غيرهم، لكنه لم يكن قادرا على زعزعة مكانة وزير دفاعه هواري بومدين، التي كانت تحالفاته سببا في تزكيته رئيسا للحكومة عام 1962.
19 جوان، 1965، يشهد انقلابا أبيضا على أول رئيس للجزائر بعد الاستقلال، بن بلّة، يسجن معزولا بعدها، من طرف حليفه السابق، بومدين.

## بومدين ومجلس الثورة 1965-75

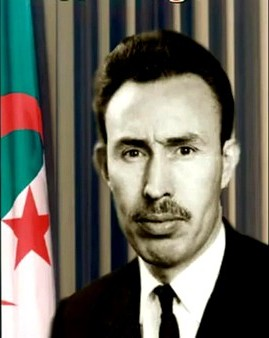
الهواري بومدين

تحولت كل السلطات ليد بومدين ومجلس الثورة العسكري، بعد الانقلاب. عطّل العمل بالدستور والمجلس الشعبي. عيّن بومدين رئيسا ووزيرا أول، كما عين أتباعه للمراكز العشرين الأخرى في المجلس. لا سياسة خارج حزب الجبهة، لمدة 10 سنين. كان الهدف المعلن، إعادة إحياء قيم الثورة، إلغاء النزعة الفردية للسلطة لبن بلّة، وقف الفروقات الداخلية، وجعل اقتصاد اشتراكي حقيقي. جاء دعم بومدين من العسكر والنخبة من الفنيين حول مشروعه الثوري.
لم يكن الحكم الجديد محبوبا، كما تعددت محاولات القضاء عليه، خلال السنوات الأولى، كان فيها بومدين عرضة للقتل بسهولة كبيرة من الشيوعيين ، كما كان هو أيضا وراء اغتيالات قادة تاريخيين للثورة، أحدهم، أشد أعدائه، كريم بلقاسم، يقتل في فندق في ألمانيا الغربية.
كان لعب بومدين في حركة عدم الانحياز، كما كانت الحرب الباردة في أوجها، فأرسل قيادي العسكر للدراسة في الاتحاد السوفياتي، وكون الإطارات في قطاع المحروقات والإدارة في واشنطن، ضامنا استقرار حكمه مع كبار العالم أثنائها.
شهدت سنوات السبعينات مع هذا، استقرار الحكم بين يدي بومدين، جعله يمضي في السياسة الاشتراكية، التي شهدت في السبعينات، حمى نحو التصنيع، المدعومة بأموال النفط. فقدان الدعم الفرنسي للتقنية، رافقه تعويض بفنيات الروس وحتى الأمريكيين. تأميم للمحروقات في 1971، رافقه تأميم بنسبة 90% للقطاع الصناعي، في حين، أهمل القطاع الزراعي.
لم يتغير الحقل السياسي، بقى كالاقتصاد مقفلا بين يدي العسكر. وجود مجالس جهوية، أو إدارية، كان مربوطا دائما بسياسة الحزب الواحد، الجبهة. كما لم توجد أية مشاركة سياسية في انتخابات. استقرار ودعم الدولة على حساب التعددية، كانت ذهنية بومدين. كانت الفرقة الداخلية معزولة في حدود 1975، فأعلنت الدولة عن نية بعث السياسة وخلق دستور جديد، الجمهورية الجزائرية الثانية.

## تجسيد الجمهورية الثانية 1976-79
تمت الموافقة على الميثاق الوطني في جوان 1976 باستفتاء عام، لوحظ فيه نقاش داخلي كثيف، نتاج تدخل النقابات العمالية وأعضاء الحزب الواحد وحتى الجمعيات تدخلت. ظهرت العقيدة في الميثاق الجديد كأساس، كتأكيد على الاشتراكية والحكم الفردي. تأكدت زعامة حزب جبهة التحرير الوطني كحزب واحد للبلاد، والممثل الوحيد لتاريخ البلد، ورمزا للشعب الجزائري.
تبع الميثاق سريعا، دستور جديد. وثيقة طويلة عريضة ب 199 مادة، تحوي الهيكل السياسي الجديد المعلن في الميثاق الوطني. أعاد الدستور مجلس الشعب، المكون فقط من أعضاء الحزب الواحد. أقرت المواد من 12 إلى 29 في دستور 1976، دور الجبهة الوحيد على الساحة. لم يكرس الدستور الجديد فصل السلطات، بل وطدها في الجهاز التنفيذي، الرئيس ببساطة. عين بومدين رئيسا للجمهورية والحكومة، القائد الأعلى للقوات المسلحة، ووزيرا للدفاع، لم يبق إلا زعيم الحزب الواحد، وكان له ذلك.
تعزز موقع بومدين بسند العسكر الموالية، تحققت خلاله مرتبة فاقة مرتبة بن بلة في شعبيتها، وتم انتخابه مرة أخرى، في استفتاء منفرد عام 1976.
أنتخب المجلس الشعبي الجديد في فبراير 1977. صحيح أن أعضاءه كانت كلها من حزب جبهة التحرير، إلا أنها كانت بمعتقدات ومستويات مختلفة. كثير من العمال والفلاحين المنتخبين، كعنوان للعدالة الاجتماعية الحقة، التي أرادها سلف بومدين في الدولة.
ديسمبر 1978، مات بومدين. تاركا حكومة موحدة، اقتصادا صناعيا، دولة اشتراكية، قطاع محروقات ضخم ومُصَدِرََا، نظاما سياسيا مستقرا. كما ترك أيضا فراغا سياسيا. رخاء السبعينات عاد لبومدين أخيرا، غيابه المفاجئ، ترك حزب الجبهة ومجلس الشعب في ورطة.
لم يكن له نائب رئيس، فعيّن رئيس مجلس الشعب، كخليفة مؤقت، خدم لغاية عقد مؤتمر استثنائي للجبهة، تم خلاله تقديم العسكري، والأكبر سنا بينهم، العقيد الشاذلي بن جديد، كرئيس للحزب الوحيد، ومرشحه للانتخابات الرئاسية، عام 1979.
بعد أسبوع، تم انتخابه في استفتاء، 6% فقط من المنتخبين لم يصوتوا له.

## ما بعد بومدين

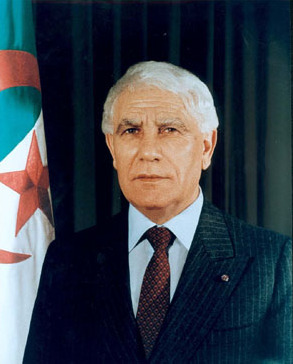
الشاذلي بن جديد

رغم الاستفتاء على الرئيس الشاذلي، لم يحظ خليفة بومدين بنفس مستوى التقدير سريعا. كان الرئيس حذرا خلال سنواته 
الأولى، وحتى تعديلاته، لم تكن خارجة عن نطاق الاشتراكية حينها.
مع مرور الوقت، بعدت السياسة الداخلية تدريجيا اشتراكية بومدين. بعد حصوله على 95% من الأصوات في 1985 في استفتاء آخر، غير بن جديد طاقم الحكومة، كما كان واثقا هذه المرة، من تغيير يطلبه المجتمع أيضا.
كان بومدين مهووسا بالصناعة، كتحديث للمجتمع، صناعة دخلتها الدولة بغياب القدرات والمؤهلات لصيانتها، وأكدت أخيرا، أنها أفقرت البلد وأضرته، أكثر من نفعها له. سقوط أسعار النفط خلال الثمانينات، ترك البلد في إدمان حقيقي، الزراعة المهملة قبلا، أعطت نتائج مخيبة دائما. زاد في البلية، بطالة زاحفة، (3.1% خلال الثمانينات) جعلتها أشياء مزعجة للحكومة.
نظرة بن جديد للتجديد كانت اقتصاد السوق. تحرير الأسعار، الاهتمام بالزراعة، والتركيز على الصناعة الخفيفة بدل الثقيلة. قام أيضا بن جديد بحملة ضد الفساد، ورغم ما يقال في نجاعتها، إلا أنها كانت سبب نزع الموالين لخط بومدين، مع إضفاء شرعية أخرى لبن جديد.
كانت إصلاحات بن جديد في القطاع الاقتصادي فقط، بين 97 و 1988، ادخل الانفتاح السياسي، وحاول فرضه كبديهية. رخص للجمعيات المستقلة، وأعطى حرية إنشاء مرصد لحقوق الإنسان المعارض لخنق الحريات قبلها. المركزية في القرارت ألغيت، كما تم تسريع الخوصصة، وفتح المجال للاستيراد الخارجي من غير الدولة.
رغم كل هذه الإصلاحات، أو بسببها ربما، وجدت الجزائر نفسها في نقطة فاصلة عام 1988. إعادة الهيكلة، أخلطت الاقتصاد الهش. البطالة ظهرت بعد الخوصصة، ونقص العائد المالي في الميزانية، بالاستيراد، سقطت قيمة الدينار، كما أن رفع دعم الأسعار في منجات زراعية غائبة أصلها جعلها تحترق في الأسواق.
كانت الطبقة الوسطى والعليا منتفعتين رغم هذا من السوق المنفتحة. سمح لها لأول مرة بتشكيل رأسمال، خروج ودخول بحرية من البلد. العمال والعمالة كانت المتضررة، وفقدت ثقة في إصلاحات الشاذلي بن جديد.
5 أكتوبر 1988، خرجت مظاهرات عارمة، أكبرها في تاريخ البلاد بعد الاستقلال. جاءت بعد أسابيع من الإضرابات، مفاجئة، في 6 أيام، من 5 إلى 11. هاجم الجزائريون مراكز الشرطة، البريد، وأي شيء يرمز للحزب الواحد، FLN.
لم تكن الظروف صعبة قبلها على بن جديد، شهد زمن بومدين أيضا نقصا في أشياء كثيرة، غطتها أسعار النفط العالية. خلال الثمانينات، غابت عائدات البترول الضخمة، وحاول بن جديد ابراز الخلل الذي كان في سياسات بومدين، كما أبرز الدور الذي يجب أن يلعبه الجمهور من جديد.
تصرفت الحكومة مع أكتوبر الأسود بإعلان الطوارئ وطلب الجيش في الطرقات، لكن المظاهرات انتشرت. المئات ماتوا (حوالي 500) معظمهم شباب. زاد في الطين، تدخل الجيش غير المعقول، عنف، خلف آثارا لم تمح، كانت سبب تحييده عن السياسة رسميا بعدها.
خرج بن جديد في 10 أكتوبر على التلفاز، طالبا الصفح، ومعترفا بخطأ الجيش، ألغى بعدها حالة الطوارئ، أعاد الجيش لثكناته، وأعلن استفتاء على تغيير جذري للدستور.

## دمرقطة المجتمع، أكتوبر 1988، 11 جانفي، 1992
يظلم بن جديد، حين يلقى بعضهم عليه مشاكل 5 أكتوبر، في الحقيقة، لم يكن سوى مصلحا لسياسات سلفه، لكن، وبعد عامي 

إكتساح الفيس بالولايات الملونة بالأخضر

من الانفتاح على المشاركة الشعبية، ساءت الأمور بشدة. يتهم بعض المحللين السياسيين الشاذلي، بأن إصلاحاته كانت مبطنة (خبيثة) لدعم موقعه القيادي، في حين، يشكره البعض على صراحته وجهده، أما البقية فتقول أنه مزج بين تحرير ودمقرطة الجمهور، وضربه بنفسه.
بن جديد مثلا، رخص لحزب إسلامي، يطلب الديموقراطية ويكفرها، كما رخص للشيوعيين دخولا في انتخابات. كما أثرت فيه رسالة كتبها قادة مجاهدون سابقون، يدعونه بصراحة، للتفتح السياسي. (انظر رضا مالك)
بعد أسابيع من المظاهرات، عزل الشاذلي نفسه عن الحزب الأوحد، والحرس القديم. أقال الوزير الأول، محمد الشريف مساعدية، كما أقال رئيس الأمن العسكري، وغيره من محافظي حزب الجبهة. الحكومة الجديدة الخالية من أعضاء من الحزب الواحد، كانت الدليل على أن الشاذلي تارك الحزب القديم دون تردد. في 3 نوفمبر 1988، وافق الشعب في استفتاء على التغيرات التي قدمها الرئيس قبلا، فصل الحزب القديم عن السلطة، انتخاب حر مباشر، ونوع من تحديد السلطات.
في فبراير 1989، جاء دستور جديد، أهم دستور بعد الاستقلال. ذهبت الاشتراكية كعقيدة للدولة، وتغير موقع FLN ليدخل المتحف. تعدد الأحزاب، وتحييد الجيش في السياسة أهم ما قدم به.
تبعته عدة تشريعات، تنظم عمل الأحزاب بنظام الحصص، لكي يدخل البلد أول انتخابات متعددة في تاريخه. كان المرتقب من التمثيل النسبي، زيادة حصة FLN، لكن قانون الانتخاب عمل عكس هذا، دافعا بجبهة الإنقاذ FIS للأمام. دخلت جبهة الإنقاذ الانتخابات في 19 جويلية، 1990، منافسة 12 حزبا آخر، محصلة أصوات الشعب الناقم ضد الحزب الوحيد السابق، بشعار (صوتوا للقرآن). القوى الاشتراكية FFS، الحزب اليساري امتنع عن المشاركة، كما امتنع حزب بن بلّة العائد، MDA، أيضا. وامتنعت أحزاب صغيرة أخرى. شارك حوالي 65% من المنتخبين بأصواتهم، داعمين جبهة الإنقاذ، المنافس الوحيد للأفلان FLN.
رغم هزيمة الأفلان المرة، تشكلت الحكومة في جوان 1990، وانتخب المجلس الشعبي الجديد. قدّمت الانتخابات التشريعية ل 05 جوان 1991، فخرجت مظاهرات تندد بالتعديلات الموالية للحزب القديم في قانون الانتخاب، حينها، طلب الشاذلي تدخل الجيش، معلنا أيضا، القانون العسكري، مقيلا الحكومة، ومؤجلا الانتخابات التشريعية.
3 أشهر بعدها، في مارس 1991، قدمت الحكومة (ما يحسب على الشاذلي) ووافقت على توزيع في قانون الانتخابات، يدعم الحزب الوحيد، بزيادة عدد المقاعد، الممثلة للقرى النائية، التي ما زالت قاعدة الأفلان. كما خلقت التعديلات، نظام جولتين انتخابيتين، إذا لم يحصل أي حزب على الأغلبية. الفيس والأفلان هما الحزبان الوحيدان القويان، وكلاهما يميني. كانت نية الأفلان واضحة، وهي دعم العلمانيين وجيل الثورة لمشروعه ضد المشروع الإسلامي الزاحف.
الأحزاب الصغيرة الأخرى كانت الضعيفة، كما طالبت الأحزاب اليسارية بإلغاء الأحزاب الدينية كضرورة المشاركة، مدينة قانون الانتخاب الجديد، الذي يترك خيارين فقط للجمهور، الدولة البوليسية أو الخلافة الإسلامية.
في 25 ماي، طلب الفيس، إضرابا عاما. تصاعد التوتر، وطلب الجيش مرة أخرى منذ أكتوبر 1988، لتبديد المظاهرات، وتطبيق الأحكام العسكرية، خصوصًا، تجميع رؤوس الإسلاميين. أوقف الألاف منهم، من بينهم زعماؤهم، عباسي مدني، وعلي بلحاج الذي حوكم بعدها ب 12 سنة حبسا.
تدخل الجيش في الشارع، صاحبه تدخل في السياسة، طالبا إقالة مولود حمروش وطاقمه الوزاري. جاءت الحكومة الموالية للعسكر من دون طعم، قدماء الحزب القديم، كلها، وكان رئيسها سيد أحمد غزالي.
شهرين قبل بداية الانتخابات، في أكتوبر 1991، أخرجت الحكومة الجديدة قانونا أزيف من سابقه. موزعة الأصوات في المجالس الشعبية، على حصون الأفلان، كما صار للأحرار نصيب في الانتخابات. أسوأ من هذا، كان كل قادة الفيس مسجونا (مداني وبن حاج، متبوعين بأعضاء مجلس الشورى الستة الباقية) كل الصحف عطلت أيضا. هكذا كانت نية الحكومة: إخراج الأفلان من المتحف.
مع هذا، شارك حوالي 50 حزبا في التشريعيات، 26 ديسمبر 1991. كانت النتائج عنيفة، الفيس حصدها، وخرج الأفلان ذليلا. أخذ الفيس ثلثي البرلمان، وكان منافسه مباشرة، اليساري FFS. كان جليا أن السلطة ذاهبة في يد الإسلاميين.
العسكر تدخلت، معلنة عدم تقبلها النتائج، واصفة الحزب الإسلامي بالخطير والتكفيري. طالبت استقالة الرئيس، كما علقت الجولة الثانية المرتقبة.

## عودة العسكر من جديد، 11 جانفي، 1992
خالد نزار، وزير الدفاع، كان وراء إعلان الشاذلي لاستقالته، فعادت الجزائر لقمة التوتر السياسي. وزع الجيش في حالة إنذار على مساحة البلاد، كما نزلت الدبابات لشوارع العاصمة، وجهزت حواجز أمنية عسكرية. تخلى بن جديد عن منصبه في 11 جانفي 1992، ذاكرا انحراف السلوك الانتخابي، وعرضة البلد لزعزعة مدنية. العسكر الذين دعموا سيد أحمد غزالي، طلبوا منه أيضا تولي رئاسة المجلس الأعلى للأمن المكون من 6 أعضاء استشاريين، المهيمن عليه من طرف قائد الأركان، خالد نزار والجنرال العربي بلخير. أخذ المجلس القوة السياسية مباشرة، موقفا جميع الأجهزة الأخرى، ملغيا انتخابات ديسمبر 1991، ومؤجلا أي انتخابات قادمة.
خلف المجلس الأعلى للأمن سريعا، مجلس أعلى للدولة، بسلطة سياسية أقوى، وكمرحلة انتقالية. لم يكن مختلفا عنه سياسيا، 5 أعضاء حكموا سياسة البلد، اتصل خلالها بمحمد بوضياف، أحد زعماء الثورة التاريخيين، من منفاه المختار طوعيا، لقيادة مجلس الدولة الجديد، وممثلا لرئاسة الجمهورية.
كان الانقلاب على الفيس بدون رد فعل، حتى أن زعماءه أمروا الاتباع من رد الفعل ضد العسكر. ساد هدوء حذر، وأعاد الجيش دباباته للثكنات. الجزائريون العلمانيون تقبلوا الانقلاب، خوفا من حكومة إسلامية، مشى خلالها حوالي 200 الف مواطن في شوارع العاصمة منددين بالإسلاميين. نقابة العمال UGTA، هددت مباشرة بمقاومة الإسلاميين.
كان الهدوء رغم هذا مؤقتا. خلال شهر فقط، ضب الإسلاميون معاقل للعسكر، أيا كانت مواقعها. أعيدت حالة الطوارئ، ومنعت مسيرات الفيس، فككت الحكومة أيضا كل مجالسه المنتخبة سابقا، منذ انتخابات جوان 1990. منعت الحكومة أيضا كل نشاط سياسي للحزب حول المساجد، موقفة كل منخرط فيه، بتهم حيازة أسلحة، أو الاستعداد في تمرد شامل. كانت قرارات المحاكم بالسجن الممدد أو الموت، بدون حق طعن. قامت الحكومة بنقل آلاف الإسلاميين للصحراء، والمئات عذبوا في المخافر. أغلب قادة الفيس اعتقلوا، كما هاجر آخرون أيضا. الحرية التي أعطيت قبلها للصحافة عادت منكمشة، كما عطل مجلس الشعب. بدأت عندها، دولة المخابرات.
رغم تكالب العسكر على الفيس، ساندت أحزاب أخرى قادته، حتى العلمانية. اقترح حزب الأفلان والقوى الاشتراكية مبادرة تقاسم الحكومة معه، لعكس السلطة العسكرية، تفاديا لغياب الديموقراطية ككل.
استعمل العسكر ضد الإسلاميين، تقاليد الفرنسيين العسكرية: التعذيب. وزع آلاف من القوات العسكرية على الولايات، حضر التجول. التواصل بين الولايات الداخلية صار الصعب، وأصبح الاشتباه في أي شخص بلحية، عقيدة. رد الإسلاميون بعنف أيضا، قاتلين أفراد العسكر، إداريي الحكومة، وأفراد الشرطة. خلال سنة واحدة، مات 600 فرد من قوات الأمن، المئات من المواطنين العزل. وقف الجمهور الجزائري متفرجا، بين كره العسكر ومقت الإسلاميين.
الحكومة التي شكلها بوضياف، حاولت الالتفاف على الوضع الأمني، بعرض الحالة الاقتصادية المتردية في البلد، كما هددت أعضاء الفيس بالمسح. الإسلاميون بأنفسهم أعلموا الحكومة ان الشعب خرج عن نطاق السيطرة، فأصبحت الحرب بين العسكر والشعب. المتطرفون من الإسلاميين انفصلوا عن الأكثر اعتدالا، متهمينهم بالمداهنة والحوار مع الطاغوت، ضف لذلك، بروز الجهاديين المسلحين، الذين ضيق صدرهم، ليس بسبب سلطة العسكر، بل بسبب قيادة الفيس المتطرفة القابعة، فصار الجهاديون خارج نطاق سيطرة الفيس نفسه.
في 29 جوان 1992، يغتال رئيس الدولة، محمد بوضياف، في اجتماع مع المواطنين بمناسبة افتتاح مركز ثقافي في عنابة. القاتل كان عسكريا، وظهر جليا، أن الأزمة ستطول.
بوضياف، دخل على الإسلاميين والعسكر سواء، فمن جهة اراد القضاء على الإسلاميين، ومن أخرى، أراد قطع يد العسكر في السياسة، وحتى محاكمة قادتها، الشيء الذي لم تتقبله، مرتقبة فرصا سانحة للتخلص منه. 20 شهرا بعد إلغاء الانتخابات، وبعد مقتل بوضياف، عين علي كافي رئيسا للدولة، بعدها بأسبوع فقط، عين أحمد غزالي وبلعيد عبد السلام، كخليفة له. كلا من بلعيد وغزالي أرادا التقرب من الإسلاميين، طامعين الحصول على تأييد لشعبيتهما، في غياب أية شرعية دستورية.
تميرت الأشهر التي أعقبت مقتل بوضياف بالعنف، محاولات مسح الإرهاب. ازداد عدد المحاكم في القرى أيضا، وعدد القضاة الحديثين، غابت كالسابق حقوق المواطن في الطعن. أرسلت خلالها في 1993، قوة خاصة من الجنرال محمد العماري، أحد أعضاء احكومة غزالي، الذي أَبعد أخيرا، لتسهيل الحوار مع الإسلاميين. لم يستكن الإسلاميون، واستهدفوا المواطنين، من أساتذة الجامعات، والأطباء، وغيرهم (من المشكوك في أمرهم)
خلال 1993، انخرط مع الإسلاميين، العديد من أصحاب الشهادات العليا، مهندسون وأطباء، كدليل على تحرك شعب مسلم، ضد طائفة كافرة، دليل أيضا، أن التطرف انتشر، مصيبا الطوائف الهادئة من الطبقة الوسطى قبلها.
قدامى حرب التحرير، منذ الاستقلال، كانوا المسيرين للدولة، رغم كونهم مجرد تاريخ للنسبة الكبيرة من شباب تلك الفترة. زادت الفرقة داخل طاقم الحكومة نفسها، معيقة التنمية الاقتصادية خلال التسعينات. رئيس الحكومة، خرج بلعيد عبد السلام صفرا في دوره الاقتصادي، وشكك في صلاحيته أصلا، هو من كان تابعا لبومدين واشتراكيته، فكان خليفته رضا مالك المجاهد، والدبلوماسي السابق، عدو الفيس اللدود أيضا، أو كما سماه الإسلاميون سخرية، الإرهابي.
- اقرأ أيضا: تمرد الإسلاميين في الجزائر

## العسكري زروال في أعلى الهرم 95-1999

اليمين زروال رابع رئيس للجمهورية الجزائرية

حدثت منذ عام 1993 تغيرات عميقة في المؤسسة العسكرية هدفت الي تصعيد الضباط الأكثر عداء للحركة الإسلامية حيث تمت ترقية اللواء محمد العماري، ليصبح قائدا لهيئة الأركان، واللواء محمد التواتي قائدا لجيش البر، وتمت في الفترة نفسها إحالة مجموعة من الضباط الكبار علي التقاعد وترقية بعض الضباط الشباب.
لقد شكلت هذه المجموعة ما سماه البعض لاحقا بالاستئصاليين الذين يرفضون محاولات الحوار مع الحزب المحظور، وفي مقابل هذه المجموعة، برز اتجاه ثان رغب في الحوار واجراء عملية مصالحة وطنية قاده خاصة اللواء اليمين زروال وزير الدفاع ورئيس الدولة بمعية مستشاره اللواء محمد بتشين، قائد الأمن العسكري سابقا، واللواء الطيب الدراجي. من ثمة برز علي مستوي المؤسسة العسكرية ما يمكنه تسميته بثنائية أو مفارقة وحدة/ صراع.
يجب توضيح ان أكبر انقسام حاد شهدته المؤسسة العسكرية الجزائرية طيلة السنوات السبع الأخيرة دار حول الموقف من الحوار مع الجبهة الإسلامية للإنقاذ أو استئصالها. لقد بدأت المحاولات الأولي الحوارية منذ عام 1993.
فاسك الدماء
.

## الرئيس المدني بوتفليقة 1999

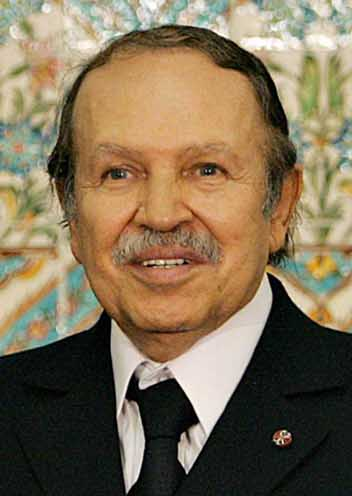
الرئيس عبد العزيز بوتفليقة عام 2006م

أعلن الجيش الجزائري الذي يمسك بزمام السلطة الحقيقية في البلاد، حياده في الانتخابات الرئاسية في الثامن من نيسان/أفريل 1999، الأمر الذي يشكل سابقة بالنسبة لمسألة انتخاب رئيس للجمهورية في البلد.
أكد رئيس الأركان الفريق محمد العماري، المسؤول الوحيد في الجيش الذي يدلي بتصريحات علنية، هذا الحياد مرات عدة منذ سنة وجدد التأكيد قبل ثلاثة أسابيع أن المؤسسة العسكرية لا تعتزم «مضايقة ولا مناصرة» أي من المرشحين.
كما أقصى المجلس الدستوري وزير الخارجية السابق أحمد طالب الإبراهيمي من السباق الرئاسي بحجة أنه لم ينجح في جمع توقيعات 75 الف ناخب الضرورية للترشح بموجب القانون الانتخابي.
رئيس الحكومة السابق والإصلاحي مولود حمروش كان أكثر وضوحا وهو يقول إن المرشح الذي سيتم انتخابه قد اختير بشكل مسبق.
إن ما تغير هذه المرة هو اختيار مرشحين اثنين يمثلان النظام تحسبا «لأي طارئ» هما عبد العزيز بوتفليقة وعلي بن فليس الذي كان في منصب الأمين العام جبهة التحرير الوطني الذين كان مقربين جدا من بعضهما وباتا خصمان كبيران الآن.

## إسقاط بوتفليقة 2019
بعد عشرين سنة من الحكم وعام 2019 خرج الجزائريون للمطالبة باسقاط بوتفليقة بسبب الأوضاع المعيشية والفساد، بعد مداهمات واعتقالات طالت الحراكيين رضخ بوتفليقة لرغبة الشعب وقدم استقالته وانتخب عبد المجيد تبون خلفا له، حيث بقيت الأوضاع كما كانت عليه في عهد بوتفليقة.